# 4. sydlige breddekreds
Den 4. sydlige breddekreds (eller 4 grader sydlig bredde) er en breddekreds, der ligger 4 grader syd for ækvator. Den løber gennem Atlanterhavet, Afrika, det Indiske Ocean, Sydøstasien, Australasien, Stillehavet og Sydamerika.